# Andelsboligforeningernes Fællesrepræsentation
Andelsboligforeningernes Fællesrepræsentation (ABF) er en landsdækkende interesseorganisation for private andelsboligforeninger og andelshaveres. ABF udfører dertil både politiske og rådgivningsmæssige opgaver i relation til andelsboligformen. ABF varetager ikke almene boligorganisationers interesse, heller hvis disse er organiseret som en andelsboligforening.

## Formål
ABF har defineret sit overordnede formål i to punkter:
- At varetage de private andelsboligforeningers interesser på det politiske og lovgivningsmæssige plan. Herunder også at fremme udbredelsen af den private andelsbolig som boform, såvel i den ældre boligmasse som i forbindelse med nybyggeri.
- At tilbyde sine medlemmer en række serviceydelser, der skal hjælpe dem til på bedst mulig vis at varetage foreningsarbejdet i deres andelsboligforening, heriblandt kurser, rådgivning og medlemsblad.[1]

## Opbygning og struktur
Ifølge formålsparagraffen har alle private andelsboligforeninger mulighed for at blive medlem af ABF. De overordnede linjer for foreningens arbejde fastlægges på landsmødet, der er den øverste myndighed. Det afholdes hvert fjerde år, og her har alle medlemsforeninger adgang og stemmeret.
På lokalt plan er ABF delt ind i 11 kredse Arkiveret 25. juni 2011 hos  Wayback Machine, som varetager ABF’s aktiviteter i det pågældende lokalområde. Kredsenes bestyrelser vælges af medlemmerne på årlige kredsgeneralforsamlinger.
I tiden mellem landmøderne er det hovedbestyrelsen, der træffer beslutningerne og koordinerer det videre arbejde hos ABF. Hovedbestyrelsens medlemmer vælges dels på landsmødet og dels i kredsene. Af hovedbestyrelsen vælges et forretningsudvalg på 7 medlemmer til at varetage den daglige ledelse.
Den daglige administration af ABF sker i ABF's sekretariat (ca. 20 medarbejdere). Sekretariatet holder til på Vester Farimagsgade 1, i København. Alle tillidspersoner i ABF er frivillige, ulønnede andelshavere.

## Historie
ABF blev dannet i 1974 af 69 andelsboligforeninger, der slog sig sammen for at lave en fælles protest mod et lovforslag, som de mente ville få negative økonomiske konsekvenser for andelsboligforeningerne. Lovforslaget endte med at blive taget af bordet, men sagen overbeviste stifterne af ABF om nødvendigheden af en forening, som kunne varetage de private andelsboligforeningers interesser.
ABF har i 2018 mere end 5.000 medlemsforeninger og repræsenterer over 100.000 andelsbolighavere.
I 2007 vedtog Folketinget en lov, der gjorde det muligt for en andelsboligforening selv at fastsætte værdien af andelskronen. ABF erklærede sig, efter en afstemning på landsmødet, som modstander af at prisen på andelslejligheder således blev frigivet. En senere undersøgelse viste dog, at et flertal af andelshavere gik ind for lovændringen.